# Hugh Buchanan
Hugh Buchanan (* 15. September 1823 in Argyllshire, Schottland; † 11. Juni 1890 in Newnan, Georgia) war ein US-amerikanischer Politiker. Zwischen 1881 und 1885 vertrat er den Bundesstaat Georgia im US-Repräsentantenhaus.

## Werdegang
Noch in seiner Jugend kam Hugh Buchanan aus Schottland in die Vereinigten Staaten, wo er die öffentlichen Schulen in Vermont besuchte. Nach einem anschließenden Jurastudium und seiner im Jahr 1845 erfolgten Zulassung als Rechtsanwalt begann er ab 1846 in Newnan in seinem neuen Beruf zu arbeiten. Politisch wurde er Mitglied der Demokratischen Partei. In den Jahren 1855 und 1857 saß er im Senat von Georgia. 1856 war er Delegierter zur Democratic National Convention in Cincinnati, auf der der nicht mit ihm verwandte James Buchanan als Präsidentschaftskandidat der Partei nominiert wurde. Bei den Präsidentschaftswahlen des Jahres 1860 war er Wahlmann für John C. Breckinridge. Während des Bürgerkrieges diente er als Soldat im Heer der Konföderation.
Unmittelbar nach dem Krieg wurde er in das US-Repräsentantenhaus gewählt, dort aber nicht zugelassen, weil der Staat Georgia zu diesem Zeitpunkt noch nicht wieder in die Union aufgenommen worden war. Zwischen 1872 und 1880 war Buchanan Bezirksrichter im Coweta County. 1868 war er erneut Delegierter auf dem Bundesparteitag der Demokraten; im Jahr 1877 war er Mitglied einer Versammlung zur Überarbeitung der Staatsverfassung von Georgia.
Bei den Kongresswahlen des Jahres 1880 wurde er im vierten Wahlbezirk von Georgia in das US-Repräsentantenhaus in Washington, D.C. gewählt, wo er am 4. März 1881 die Nachfolge von Henry Persons antrat. Nach einer Wiederwahl im Jahr 1882 konnte er bis zum 3. März 1885 zwei Legislaturperioden im Kongress absolvieren. Im Jahr 1884 verzichtete Buchanan auf eine weitere Kandidatur. Nach seinem Ausscheiden aus dem US-Repräsentantenhaus zog er sich aus der Politik zurück. Er starb am 11. Juni 1890 in Newnan.